# 무카이야마 타케시
무카이야마 타케시(일본어: 向山 毅, 1988년 7월 19일 ~ )는 일본의 가수이자 배우이다. 후쿠오카현 출신이며, 전 SOLIDEMO의 멤버이자 현재 SHOW-WA의 멤버이다.